# Ligne de Tampere à Pori
La Ligne de Tampere à Pori (finnois : Tampere–Pori-rata) est une ligne de chemin de fer du réseau de chemin de fer finlandais qui va de Tampere à Pori.